# 고한용
고한용(高漢容, 1903년 7월 23일 ~ 1983년 10월 23일)은 개성에서 태어난 다다이스트이자 사업가이다. 일본의 다다이스트 쓰지 준(辻潤)이나 다카하시 신키치(高橋新吉) 등과 교류하며 다다이즘을 접한 대한민국 최초의 다다이스트로, 한반도에서의 다다이즘 수용을 주도하였다. 필명은 고ᄯᅡᄯᅡ(高DADA), 다카야마 게이타로(高山慶太郞, 고산경태랑)이며, 창씨개명한 이름은 다카야마 다카히사(高山嵩久)였다. 본관은 제주이다.

## 약력
다음은 고한용의 생애를 간략히 정리한 것이다.
- 1903년 7월 23일: 출생
- 1910년대 후반: 개성 송도고보 입학. 이후 서울 양정고보 전학.
- 1921년: 일본 도쿄로 유학. 니혼 대학 법문학부 미학과 선과 진학 추정.
- 1922년: 러시아 문학 전공.
- 1923년: 조선 귀국 추정.
- 1924년 여름: 개성에서 서울로 이사 옴. 경성부청에서 근무함.
- 1924년 9월: 서울에 온 다카하시 신키치를 만남.
- 1924년 12월: 서울에 온 쓰지 준을 만남.
- 1925년: 일본 시모노세키에서 도쿄까지 무전 여행.
- 1926년: 일본 미야자키 니치니치 신문사에 취직함.
- 1927년: 조선 귀국 추정.
- 1936년 12월 7일: 경성부 무교동 91번지로 이사.
- 1936년 12월 22일: 조차방녀(趙次芳女)와 결혼.
- 1927년 3월 16일: 장남 현명(賢明) 출생.
- 1938년 2월 1일: 조차방녀 사망.
- 1939년 2월 4일: 장남 현명 사망.
- 1939년 6월 5일: 문태희(文泰姬)와 재혼.
- 1939년 7월 20일: 아세아무역공사 설립. 주 업무는 인삼 판매.
- 1939년 9월 20일: 형 한철 사망.
- 1939년 9월 28일: 차남 준명(俊明) 출생.
- 1940년: 다카야마 다카히사(高山嵩久)로 창씨개명.
- 1943년 가을: 경성부 동대문구 돈암정 176-24로 이사.
- 1944년 2월 23일: 삼남 원명(源明) 출생.
- 1945년 8월경: 섬유 공장 삼흥직조 경영. 약 3년 간.
- 1946년 6월 18일: 장녀 명진(明珍) 출생.
- 1948년: 충청북도 초정에서 사이다 공장 경영.
- 1948년 4월 5일: 차녀 창진(昌珍) 출생.
- 1952년 8월 30일: 사남 건명(健明) 출생.
- 1953년: 사이다 공장 처분.
- 1954년: 공보부 대한영화제작소 소장이 됨.
- 1957년: 광산 투자 실패. 거의 전재산 잃음.
- 1968년 10월 25일: 차남 준명 사망.
- 1974년 2월 19일: 다카하시 신키치에게 편지를 보냄.
- 1974년 3월 11일: 다카하시 신키치에게 받은 편지에 답신을 보냄.
- 1983년 10월 23일: 사망.

## 저작
알려진 고한용의 글은 다음과 같다.
- 〈ᄯᅡᄯᅡ이슴〉, 《개벽》, 1924년 9월호(통권 51호).
- 〈서울왓든ᄯᅡᄯᅡ이스트의이약이〉, 《개벽》, 1924년 10월호(통권 52호).
- 〈DA·DA〉, 《동아일보》, 1924년 11월 17일.
- 〈잘못안『ᄯᅡᄯᅡ』 김기진군에게―〉, 《동아일보》, 1924년 12월 1일.
- 〈우옴피쿠리아〉, 《동아일보》, 1924년 12월 22일.

## 가족 관계
- 부: 고석후(高錫厚)
- 모: 김희경(金姬慶)
  - 형: 고한철(高漢徹)
  - 누나: 고영옥(高榮玉)
  - 누나: 고영희(高英姬)
- 처: 조차방녀(趙次芳女)
  - 장남: 고현명(高賢明)
- 처: 문태희(文泰姬)
  - 차남: 고준명(高俊明)
  - 삼남: 고원명(高源明)
  - 장녀: 고명진(高明珍)
  - 차녀: 고창진(高昌珍)
  - 사남: 고건명(高健明)

## 참고 문헌
- 요시카와 나기 (2015). 《경성의 다다, 동경의 다다》. 서울: 이마. ISBN 9791195434053.
- 박금숙 and 홍창수. (2012). 두 작가를 동일인물로 혼동한 문학사적 오류 - 아동문학가 고한승과 다다이스트 고한용의 생애 고찰 중심으로 -. 한국아동문학연구,  23, 5-64. 한국학술지인용색인